# Mai neva a Ciutat
Mai neva a Ciutat és una sèrie de televisió mallorquina de ficció d'IB3 iniciada el desembre de 2017 creada per Joan Fullana i Joan Yago. Està ambientada a Palma, la "Ciutat" del títol, que és com els mallorquins anomenen la seva capital. La sèrie reflexiona sobre la necessitat d'acceptar la idiosincràsia mallorquina, alhora que parla de la crisi dels 30 i retrata la inestabilitat emocional dels millennials.
Va ser la sèrie guanyadora del concurs de pilots de ficció d'IB3, elegida com la preferida dels espectadors el 22 de desembre de 2016 amb un 43,34% del suport de l'audiència de la cadena i 8.794 vots. També va ser la guanyadora del Premi Miquel dels Sants Oliver de 2018. Després de la primera temporada, que constava de sis capítols i també es va emetre per TV3 i estava disponible a la plataforma Filmin, se'n va rodar una segona, que es va estrenar el 24 de setembre de 2018 a IB3. La tercera temporada consta de dotze capítols.

## Argument[8]
Temporada 1
La Neus ha perdut la seva feina a Londres, on hi treballava de becària, i ha hagut de tornar a Palma després de set anys a Anglaterra. Com es troba sense estalvis ni feina, el retorn a casa la seva mare no li resultarà pas fàcil, i retrobar-se amb els seus antics amics tampoc: aquests s'han acomodat a la vida d'adults, i això no ajudarà la Neus a superar la crisi existencial que està patint.
Temporada 2
La Neus ja està completament adaptada a la vida de Ciutat després d'haver-hi passat el seu primer hivern. Ara treballa com a redactora en un diari, i té una aventura amorosa amb en Raül, el seu únic company de redacció. Al diari també hi treballa en Pasquale, la parella de la mare de la Neus. Però tant el tancament del mitjà com una sorpresa no desitjada trencaran l'aparent felicitat de la Neus i novament l'obligaran a replantejar-se el sentit de la seva existència.
Temporada 3
La vida de la Neus Perelló ha canviat molt. Està establerta a Mallorca, però el desig d'una vida ideal s'escapa enmig de feines precàries, entre les quals treballa com a captadora per una ONG i com a cambrera a un bar nocturn. Intentarà posar-se en forma gràcies a l'ajuda d'un entrenador personal. També estudiarà un màster.

## Repartiment
- Esther López: Neus Perelló
- Maria Bauçà: Carme
- Josep Orfila: Lluís
- Caterina Alorda: Isabel
- Miquel Àngel Garcia: Clay
- Héctor Seoane: Fran
- Luca Bonadei: Pasquale
- Albert Mèlich: Joan Rius
- Lluqui Herrero: Marga

També hi participen personatges de la cultura popular de l'illa, com ara Pau Debon (cantant d'Antònia Font), o el cantautor Tomeu Penya.